# 口蓋帆張筋
口蓋帆張筋（こうがいはんちょうきん）は口蓋筋の一つで、幅広で薄くリボン状の筋肉であり、軟口蓋に張力をかける。

## 構造
口蓋帆挙筋の前側方に見られ、翼状突起内側板基部の舟状窩、蝶形骨角棘、耳管軟骨側壁より薄い薄板として起こる。
翼状突起内側板と内側翼突筋の間を垂直に下降し、翼突鉤周囲の腱となり、内側翼突筋由来の筋繊維により、これが維持される。
腱と鉤状骨の間は小さな嚢となっている。
腱は内側に進み、口蓋腱膜へと挿入、口蓋骨水平板の横口蓋襞後面に向かう。

## 神経支配
口蓋帆張筋は三叉神経第三枝である下顎神経の枝である内側翼突筋神経によって支配される。軟口蓋の他の骨格筋は、咽頭神経叢支配である。

## 作用
口蓋に張力をかける事で咀嚼と耳管口を結びつける。

## 追加画像

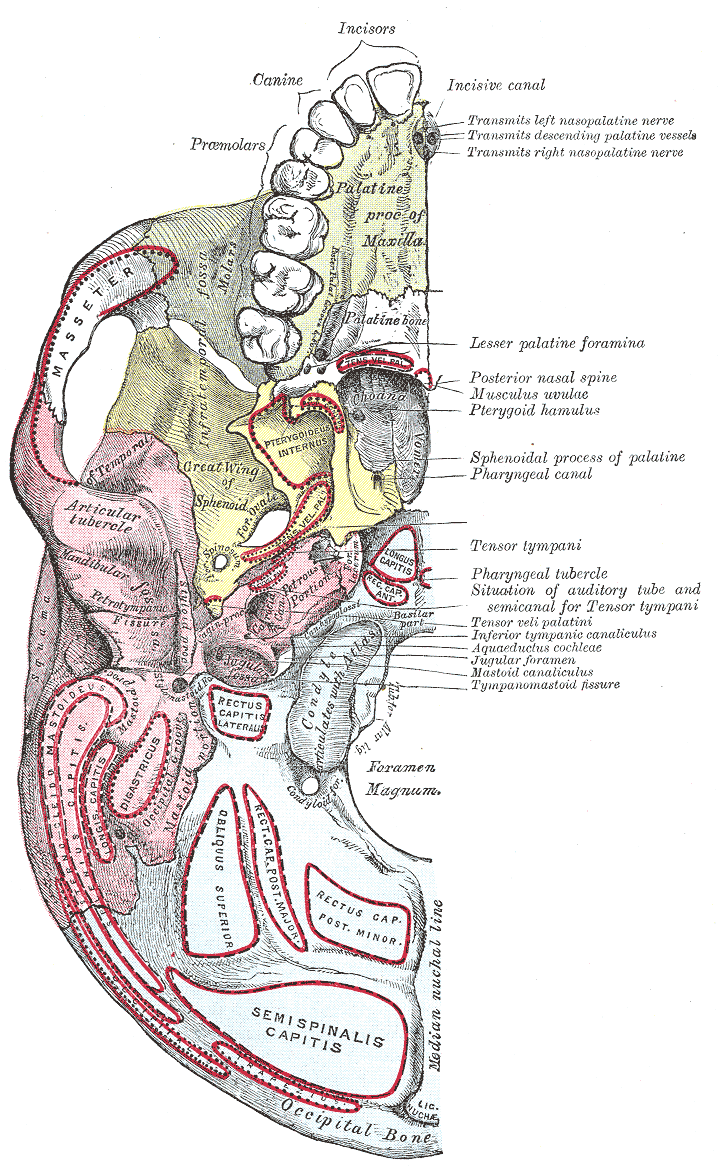
Base of skull. Inferior surface.
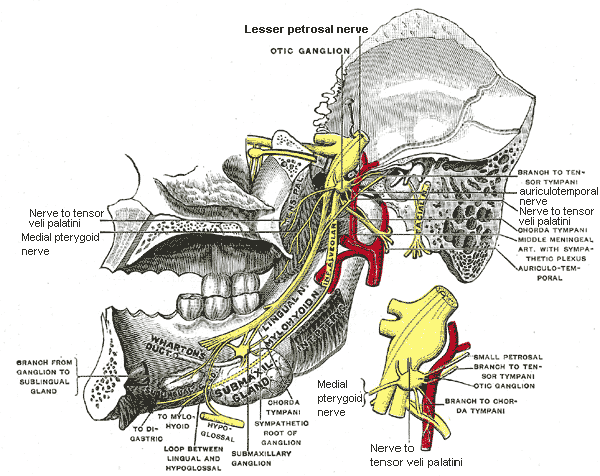
Mandibular division of trifacial nerve, seen from the middle line.